# Joan Golobart Serra
Joan Golobart Serra (Barcelona, 12 de gener, 1961) fou un futbolista català que jugava com a defensa.
Va jugar durant cinc temporades al RCD Espanyol entre 1985 i 1990, any en què es retirà del futbol després d'aconseguir l'ascens a Primera divisió amb l'Espanyol. Actualment col·labora amb diversos mitjans de comunicació.
Va disputar els dos partitis de la final de la Copa de la UEFA de 1988, perdent davant el Bayer Leverkusen a la tanda de penals. Posteriorment ha escrit a diaris com La Vanguardia. Es pare de Román Golobart, jugador format a les categories inferiors del RCD Espanyol i que l'any 2009 fitxà pel Wigan Athletic Football Club.